# Balansia claviceps
Balansia claviceps är en svampart som beskrevs av Speg. 1885. Balansia claviceps ingår i släktet Balansia och familjen Clavicipitaceae.   Inga underarter finns listade i Catalogue of Life.